# Camillo Boldoni
Camillo Boldoni (Barletta, 15 novembre 1815 – Napoli, 3 gennaio 1898) è stato un patriota e ufficiale italiano.
Difensore di Venezia durante la Prima Guerra di Indipendenza, comandante del reggimento Cacciatori degli Appennini nella Seconda Guerra di Indipendenza, inviato di Cavour nel mezzogiorno continentale mentre era in corso la Spedizione dei Mille, Colonnello Capo Militare della Insurrezione Lucana e nel Barese.

## Biografia
Nacque dal colonnello Michele, napoletano originario di Brescia e da Berenice Starace, figlia di un capitano murattiano, tale Giuseppe Starace, difensore d'ufficio di Gioacchino Murat; l'appassionata difesa gli costò il grado e la carriera. Negli anni che vanno dal 1826 al 1835, frequentò gli studi militari nel Real Collegio Militare della Nunziatella, al termine dei quali fu nominato ufficiale dell'artiglieria napoletana, con il grado di alfiere.
Fino al maggio del 1848 gli incarichi di Camillo Boldoni si alternarono tra l'Artiglieria ed il Genio, le due Armi in cui erano specializzati gli ufficiali che, all'epoca, uscivano dalla "Nunziatella". Nel frattempo si sposò e nacque la sua primogenita, Giuseppina.
Coinvolto nei moti del 1848, durante la Prima Guerra di Indipendenza fu tra gli ufficiali del corpo di spedizione inviato da Ferdinando II di Borbone dopo la dichiarazione di guerra all'Austria.
Quando il Re di Napoli, venuto a sapere che il Papa Pio IX, nel concistoro tenuto il 29 aprile 1848, aveva affermato di non poter muovere guerra all'Austria, ordinò il rientro delle sue truppe, Boldoni fu tra quegli ufficiali (Carlo e Luigi Mezzacapo, Ulloa, Cosenz e Rosaroll) che al comando del generale Guglielmo Pepe rifiutarono il rientro .
Pepe chiamò a sé Boldoni, Cosenz e Nigra il 27 maggio 1848, impegnandoli a trattenere i renitenti. Il 3 giugno 1848 Boldoni era a Rimini e leggeva agli ufficiali e ai soldati un proclama contenente l'invito a passare, con lo stesso grado e soldo, nella Nuova Armata Lombarda. Nel frattempo la seconda divisione borbonica arrivò a Bologna e Pepe la fece stazionare sulle sponde del Po, a Francolino. Il 7 giugno 1848, Pepe affidò a Boldoni la mezza batteria di cannoni ricevuta dall'esercito pontificio e gli ordinò di passare il Po a Pontelagoscuro proseguendo verso Rovigo. A Pepe restavano solo duemila soldati dei sedicimila partiti da Napoli e li condusse a Padova. Il 17 giugno 1848 Guglielmo Pepe rivela alla truppa che ormai i napoletani erano considerati fuoriusciti dall'esercito borbonico e molti tornarono indietro.
La guerra ebbe una battuta d'arresto e si arrivò al 22 luglio 1848, alla battaglia di Custoza, nei pressi di Vicenza, ove combatterono anche gli uomini del Generale Durando. Dopo cinque giorni di combattimenti dall'esito incerto l'esercito piemontese venne sconfitto e, caduta Vicenza, il 9 agosto 1848 fu stipulato l'armistizio. I combattenti piemontesi, toscani e quelli dello Stato pontificio rientrarono nei propri confini. Resisteva Venezia e lì si diresse quel che restava dell'esercito napoletano, portando con sé i cannoni. Cominciò allora il lungo assedio che durerà più di sedici mesi. A Camillo Boldoni venne affidata l'artiglieria che comprendeva sia cannoni fissi che quelli da campo. Ebbe il comando di 120 uomini perché li istruisse a usare e trasportare i pezzi. Si dedicò con impegno a questo compito, ma non mancò di scendere in campo quando occorreva e di curare le opere di ingegneria necessarie per rinforzare i fortilizi della città carenti di manutenzione da decenni. Su Venezia piovevano bombe e per fare in modo che non cadessero sui cittadini era indispensabile tenere fuori tiro i cannoni austriaci. Boldoni, ricevuto l'incarico di mettere in esercizio il Forte Brondolo, che si trovava a Chioggia, ove sfocia il Brenta, lo svolse egregiamente ed il suo lavoro venne apprezzato.
Il 28 ottobre 1848, Guglielmo Pepe ordinò una sortita per cacciare gli austriaci da Mestre e Boldoni vi partecipò con i pezzi da campo, il cui apporto fu decisivo per la riuscita dell'impresa. L'ultima operazione Boldoni la compì il primo agosto 1849, quando partecipò attivamente ad una sortita per procurare il cibo alla città affamata. L'impresa andò a buon fine e Boldoni conquistò la bandiera del nemico ed il grado di colonnello. Quando il 22 agosto 1849 Daniele Manin, vista la città stremata dalla fame e dalle malattie, accettò di arrendersi con l'onore delle armi, Boldoni venne sbeffeggiato dagli inquisitori austriaci perché lui, così giovane, portava i gradi di colonnello, al che lui rispose:" Questi gradi li ho avuti perché ho visto le spalle dei vostri soldati".
Alla fine della guerra Boldoni non poté tornare dai suoi familiari a Napoli e andò esule in Piemonte e a Genova. Qui visse per 10 anni guadagnandosi da vivere impartendo lezioni di matematica, senza poter provvedere alla famiglia lontana. Erano con lui i fratelli Mezzacapo, Enrico Cosenz, Carlo Pisacane, reduce dalla disavventura della Repubblica Romana, e tanti altri esuli.
In quegli anni si affacciò alla scena politica Camillo Benso, conte di Cavour che nel 1852 fu nominato Primo Ministro dal Re di Sardegna. Con lento lavorio diplomatico portò il Piemonte tra le Nazioni che contavano sulla scena europea. La partecipazione alla Guerra di Crimea (1853-56) e il successivo congresso di Parigi gli permisero di porre in evidenza il fatto che l'Austria fosse padrona della Lombardia e del Veneto. Fervevano intanto le iniziative dei mazziniani che non volevano l'Italia riunita sotto una Monarchia, quale essa fosse. La sfortunata disavventura di Carlo Pisacane (1857) lo prova.
Cavour ebbe un incontro segreto con Napoleone III nella località termale di Plombières e stabilì un accordo che avrebbe dovuto comportare la cessione di Nizza e della Savoia alla Francia, l'allargamento del Regno di Sardegna con l'annessione della Lombardia e la costituzione di un regno dell'Italia Centrale affidato al granduca di Toscana o alla duchessa di Parma. Il Piemonte cominciò, allora, a rafforzare il suo esercito e a chiamare alle armi i volontari rifugiati nei suoi confini. Per raccoglierli venne costituito un Corpo paramilitare, che comprendeva due battaglioni stanziati il primo, a Savigliano (Cuneo), chiamato Cacciatori delle Alpi, e l'altro, ad Aqui, chiamato Cacciatori degli Appennini. Il primo fu affidato a Giuseppe Garibaldi e il secondo a Girolamo Ulloa.
Il 6 maggio 1859, Camillo Boldoni si arruolò tra i Cacciatori degli Appenini e  fu messo a capo di uno dei due reggimenti dei quali era costituito il Corpo. Il Regno di Sardegna, intanto, era già sceso in guerra il 27 aprile 1859 dopo che L'Austria, insospettita dalla attività prebellica del Piemonte, il 23 aprile 1859 aveva inviato un “ultimatum”. Il 28 aprile 1859 Ulloa era stato chiamato in Toscana per essere messo a capo del costituendo Esercito di Toscana e aveva chiesto di portare con sé i Cacciatori degli Appennini, ma la sua richiesta non era stata esaudita e il comando del Corpo era passato a Boldoni. All'inizio delle ostilità Garibaldi venne mandato a Casale con i Cacciatori delle Alpi. Il 22 maggio era ad Arona e nella notte successiva s'impossessò di Sesto Calende. Chiese, allora, di essere raggiunto dai Cacciatori degli Appennini. Gli venne risposto che questi non erano sotto il suo comando ed erano destinati ad altri compiti. Il 2 giugno i Cacciatori degli Appennini furono mandati ad Alessandria. Non tutti i soldati avevano ricevuto l'equipaggiamento e le armi, ma quello che più conta fu che non erano addestrati. I volontari avevano sui coscritti il vantaggio di combattere per uno scopo, erano pronti a dare la vita per raggiungerlo, ma per fare questo avevano bisogno delle armi e di saperle usare. Ogni buon comandante ha cura dei propri soldati e Camillo Boldoni protestò fino all'ultimo giorno di comando per ottenere quanto gli occorreva. Queste sue proteste riportate a Garibaldi vennero ritenute una scusa addotta per non mettere i Cacciatori degli Appennini sotto il suo comando.
La vittoria dei franco-piemontesi, il 4 giugno 1859, a Magenta, aprì le porte di Milano e di Piacenza ed è qui che vennero destinati i Cacciatori degli Appennini, che vi giunsero il 21 giugno. Erano appena arrivati quando giunse l'ordine di trasferirsi a Milano. Qui, il 28 giugno 1859, ricevettero l'ordine di raggiungere Garibaldi a Como. I successivi trasferimenti non avevano consentito di far seguire gli equipaggiamenti agli uomini e occorse una settimana prima che il Corpo si potesse trasferire a Como in pieno assetto. Frattanto Il 24 giugno, dopo la battaglia di Solferino-San Martino, c'era stata la sosta delle ostilità e si stava trattando l'armistizio
I Cacciatori degli Appennini raggiunsero Como l'8 luglio. Garibaldi, per prima cosa sostituì Malenchini a Boldoni e affidò a quest'ultimo il compito di recarsi a Brescia, Piacenza e Bergamo per procurare cannoni. L'armistizio di Villafranca, il 12 luglio 1859, mise fine a questa farsa e Boldoni diede subito le dimissioni. Anche Garibaldi lasciò il comando a metà agosto: erano tutti delusi. Il regno di Sardegna aveva guadagnato la Lombardia, ma aveva dovuto cedere la Savoia e Nizza ai Francesi. Il Veneto era restato agli Austriaci e negli stati centrali d'Italia stavano per rientrare i governanti che ne erano fuggiti all'inizio delle ostilità.
Con il grado di colonnello, comandando il 1º reggimento «Cacciatori degli Appennini», fu decorato da Napoleone III con la massima onorificenza militare francese, la Médaille militaire, per i meriti acquisiti durante la presa di Piacenza. Il 4 aprile del 1860 a Palermo un migliaio di rivoltosi s'impadronì del Monastero della Grancia e incitò alla rivolta i cittadini. Non vi fu una gran risposta tra la popolazione e non arrivarono in tempo gli armati che si attendevano dalla provincia. Per questi motivi il maggiore Bosco, quello stesso che avrebbe affrontato Garibaldi a Milazzo, ebbe buon gioco a soffocare la rivolta. La miccia restò accesa. Si attendeva solo chi sapesse inquadrare e guidare la rivolta. Garibaldi, esacerbato e deluso dall'esito della guerra e spinto dagli esuli siciliani che avevano combattuto con lui nei Cacciatori, organizzò  una spedizione per dare manforte ai rivoltosi. Quasi mille volontari accorsero al suo richiamo e il 5 maggio partì con loro da Quarto. L'11 maggio sbarcarono a Marsala e trovarono ad attenderli un altro migliaio di uomini malamente armati. A Napoli e a Torino si pensò che Garibaldi avrebbero fatta in breve la stessa fine di Pisacane, ma non passò un mese che s'accorsero d'aver sbagliato. Cavour, preoccupato che Garibaldi arrivasse a Napoli con i suoi uomini e proclamasse la repubblica, corse ai ripari. Dopo un consulto con chi conosceva gli uomini di cui poteva disporre, fece chiamare Camillo Boldoni e lo presentò al Re. Vittorio Emanuele gli diede il suo viatico e Cavour lo mandò a Napoli con l'incarico di far insorgere la Basilicata e la speranza che fosse capace di schierare un esercito lealista al fianco di Garibaldi quando sarebbe arrivato a Napoli. Nello stesso tempo Cavour fece partire l'esercito sabaudo che invase l'Umbria e le Marche e, a Castelfidardo, il 20 settembre, batté il piccolo esercito di volontari pontifici accorsi per contrastare l'invasione e si diresse lungo la costa adriatica verso le terre borboniche.
Camillo Boldoni, sotto falso nome, giunse a Napoli il 15 luglio 1860 e poté finalmente riabbracciare la famiglia. Si trovò subito sommerso dalle dispute tra le varie correnti dei cospiratori, che si erano riuniti sotto un Comitato Centrale, ma non avevano sopito le loro liti. Tra loro c'era chi avrebbe voluto una nuova e più liberale Costituzione, chi voleva una Repubblica garantita da Garibaldi e chi voleva l'Italia riunita sotto la guida del Re di Sardegna. Erano comunque tutti d'accordo che non si sarebbe potuto ottenere nulla senza una vittoria
militare e che senza uomini e senza armi questa non si sarebbe potuta ottenere. Bisognava raccogliere e guidare, come si stava facendo in Sicilia, i volontari
che si stavano raccogliendo nell'Italia Meridionale e, al tempo stesso, non si poteva rifiutare l'aiuto offerto dal Re di Sardegna. Dopo quasi un mese di
trattative, incalzati dalla vittoria di Garibaldi a Milazzo che sanciva la conquista della Sicilia, giunsero a un compromesso e nominarono Prodittatori Giacinto Albini
e Nicolò Mignogna. A Camillo Boldoni fu affidato il Comando Militare dell'insurrezione e il 10 agosto i tre partirono per la Basilicata.
Mignogna e Albini erano entrambi repubblicani, il primo, uomo di Garibaldi, avrebbe voluto per sé il comando militare ed entrò subito in contrasto con Boldoni. L'altro, più prudente, fungeva da ago della Bilancia e aveva in mano la carta vincente. I volontari che si adunarono numerosi il 14 e 15 agosto a Corleto erano, infatti frutto della sua paziente opera di proselitismo. Dopo due giorni fu insediato a Potenza un governo provvisorio in nome di Vittorio Emanuele e del dittatore Garibaldi. Boldoni accettò il compromesso, che fu aspramente criticato a Torino, e prese saldamente in mano il compito che gli era stato affidato. In poche settimane estese la rivolta alla parte settentrionale della Puglia e, per la fine di agosto la fascia dal Tirreno all'Adriatico, da Salerno a Barletta fu in potere degli insorti. Le armi arrivavano dai disertori dell'Esercito Borbonico, e grazie alle donazioni generose dei cittadini e alle sovvenzioni sabaude. Garibaldi il 31 agosto entrò a Cosenza festosamente accolto e il 5 settembre arrivò ad Auletta, dove Boldoni gli consegnò in nome del Re l'Esercito Meridionale. Il primo provvedimento di Garibaldi fu anche questa volta l'esonero di Boldoni dal comando. Il 7 settembre si recò in treno da Salerno a Napoli mentre si svolgeva la festa di Piedigrotta.  A primi di ottobre si combatté al Volturno e gli ultimi fedeli di Francesco II. L'esito della battaglia fu incerto ma i borbonici si attestarono al di là del Garigliano. A cose fatte arrivò l'Esercito Piemontese e a fine ottobre Garibaldi attese Vittorio Emanuele a Teano. Il loro colloquio si svolse, a cavallo, senza testimoni. Non si sa cosa si dissero, ma possiamo ipotizzare che Garibaldi, conscio del provvidenziale aiuto ricevuto dall'Esercito Meridionale, nella battaglia del Volturno, abbia consegnato le terre conquistate al Re e gli abbia chiesto per i suoi uomini il giusto premio per le loro imprese. La risposta del Re, qualunque fosse stata la richiesta, non soddisfece Garibaldi, che girò il cavallo e raggiunse la sua scorta. Si racconta che quel giorno il Generale abbia mangiato pane e cipolle seduto su un muretto. L'offesa si concretizzò il 6 novembre quando Garibaldi schierò il suo esercito nel Largo di Palazzo per presentarlo al Re e questi non venne.  Dopo due anni Garibaldi fu ferito sull'Aspromonte e dopo sei fu sconfitto a Mentana. Visse i suoi ultimi anni a Caprera sorvegliato come un elemento pericoloso, ma circondato dall'affetto di quanti lo stimavano.
Successivamente Camillo Boldoni tornò in Piemonte, dove si era ormai stabilito dal 48.
Il 28 aprile 1861 fu nominato Organizzatore della Guardia Nazionale delle province meridionali.
Nel 1866 gli fu assegnata il compito di ispezione negli ospedali militari. Nel dicembre dello stesso anno fu nominato comandante della Casa Reale Invalidi e Veterani di Napoli.
Nel 1872 fu messo a riposo e morì a Napoli nel 1898, ove riposa in una piccola sobria tomba di famiglia.